# 趙壽祖
趙壽祖（1559年—1605年），字山甫，號紉蘭，河南汝寧府汝陽縣人，民籍，明朝政治人物。

## 生平
萬曆七年（1579年）己卯科河南鄉試第十一名舉人，八年（1580年）聯捷庚辰科會試第一百十五名，二甲第五十一名進士。吏部觀政，养病。十一年授刑部主事，十五年升员外郎，十六年副考山东，升郎中，十七年出為安慶府知府，二十一年（1593年）三月升山東按察司副使、兵備兗西，二十二年调海防兵备，二十三年调蓟州兵备，二十五年加升山東布政使司參政、依旧兵備薊州，本年加升山東按察使，二十六年（1598年）四月调辽东广宁道按察使，二十七年（1599年）七月升四川布政使，未到任，戶科給事中李應策論劾，被令回籍聽勘，後令革職閒住。

## 家族
曾祖趙興，贈通議大夫都察院右副都御史；祖父趙學，封荊州府知府 贈通議大夫都察院右副都御史；父趙賢，南京吏部尚書。母盧氏（封恭人）。具慶下。從兄趙榮祖、趙繼祖、趙恩祖、趙信祖，從弟趙孝祖、趙慶祖、趙忻祖、趙怡祖。四子：得卯、得辰、得巳、得庚。孫重昭、重曦、重明、重暉、重暐、重暎、重曄。